# جاستن جيمس (لاعب كرة قاعدة)
جاستن جيمس (بالإنجليزية: Justin James)‏ هو لاعب كرة قاعدة أمريكي، ولد في 13 سبتمبر 1981 في أوكلاهوما سيتي في الولايات المتحدة.

## وصلات خارجية
- جوستين جيمس على موقع دوري كرة القاعدة الرئيسي (الإنجليزية)
- جوستين جيمس على موقعبيزبول رفرنس.كوم (الدوري الرئيسي) (الإنجليزية)
- جوستين جيمس على موقعبيزبول رفرنس.كوم (الدوري الثانوي) (الإنجليزية)
- جوستين جيمس على موقع إي إس بي إن.كوم (أم.أل.بي) (الإنجليزية)
- جوستين جيمس على موقع مشجعي الرسوم البيانية (الإنجليزية)